# Tapio
Tapio é o deus das grandes florestas, segundo a mitologia fino-húngara. Tapio governa Tapiola, que também pode ser chamada de Metsola, e é casado com a deusa da floresta Mielikki, que juntos tiveram um filho chamado Nyyrikki, e duas filhas, Tuulikki e Annikki. A primeira vez que o deus Tapio foi mencionado na literatura foi através de Mikael Agricola, no ano de 1551.

## Devoção
Os antigos finlandeses acreditavam que a floresta era o reino de Tapio e os animais da floresta eram o seu rebanho. E que não precisavam temer a escassez, pois o reino e o rebanho de Tapio era rico e farto. Tapio era o responsável pela sorte da caça; e como a caça era uma das principais atividades dos antigos finlandeses, caçadores faziam oferendas e orações ao deus Tapio, em mesas sagradas chamadas de Tapion pöyta (mesa de Tapio) e prometiam não ofender os deuses com barulho excessivo na floresta e nem matar pássaros raros. Também era necessário pedir autorização, ao deus Tapio, para a entrada dos cães de caça na floresta, para isso, os caçadores cuspiam sobre o ombro esquerdo, passavam os cães sob grandes ramos de abeto, e faziam uma oração pedindo ao rei da floresta para fazer dos cães seu próprio e dar-lhes força para a caça.